# Baniana pulverulenta
Baniana pulverulenta är en fjärilsart som beskrevs av George Francis Hampson 1926. Baniana pulverulenta ingår i släktet Baniana och familjen nattflyn. Inga underarter finns listade i Catalogue of Life.